# Perranuthnoe
Koordinaten: 50° 6′ N, 5° 26′ W
| \| Perranuthnoe \|    |
| Lage von Perranuthnoe |
| Perranuthnoe          |

| Perranuthnoe |

Perranuthnoe ist eine Gemeinde und ein Ort im ehemaligen District Penwith der Grafschaft Cornwall in England. 

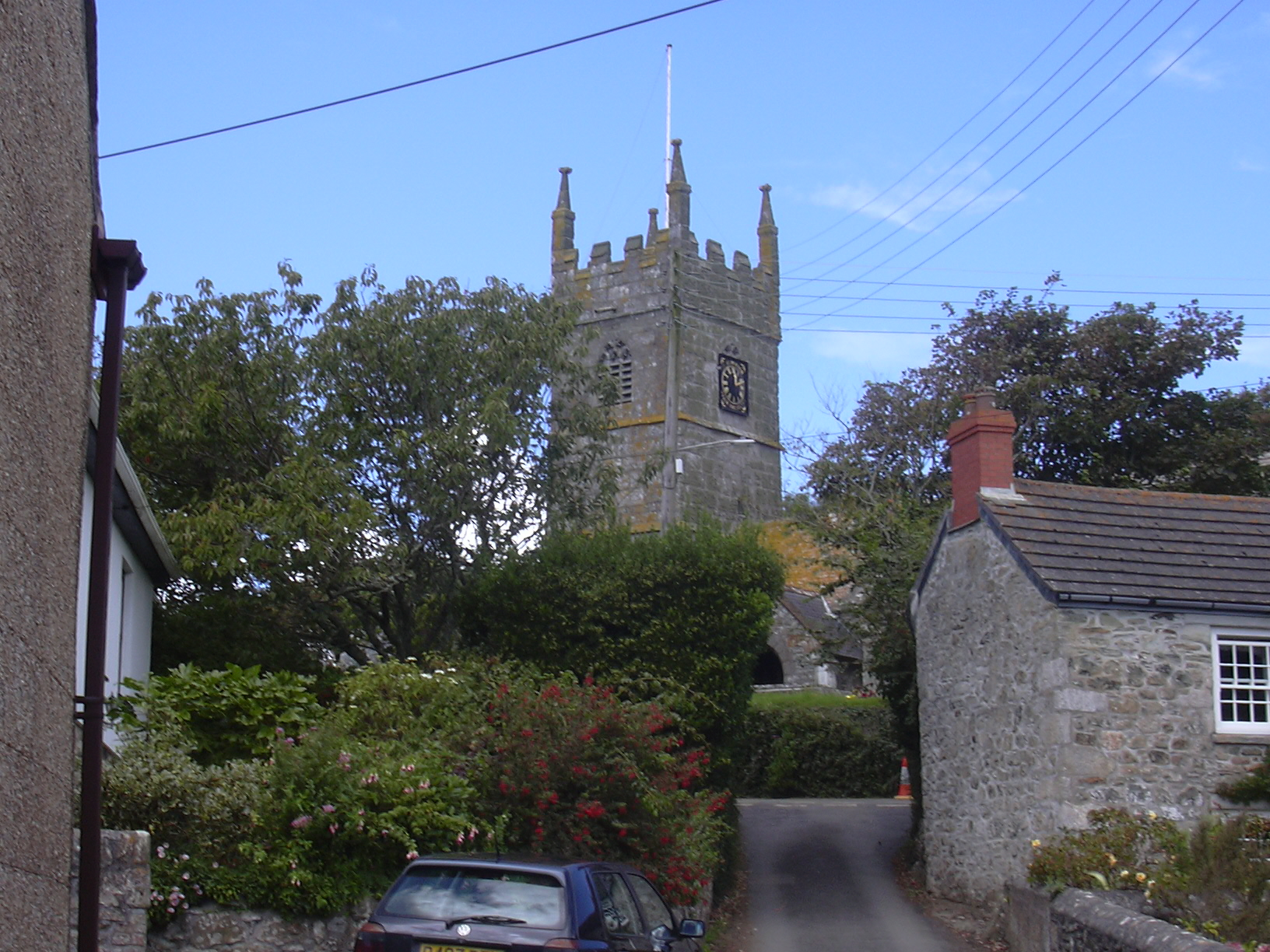
Perranuthnoe mit Kirche

Sie umfasst die Siedlungen Perranuthnoe, Goldsithney, Perran Downs und Rosudgeon. Erstmals erwähnt wird der Ort im Domesday Book im Jahre 1086. Während des 18. und 19. Jahrhunderts befanden sich um die Gemeinde eine große Anzahl von Zinn- und Kupferminen. Das letzte Bergwerk wurde im Jahr 1900 geschlossen.